# Dhimitër Mborja
Dhimitër Emanoil (Mborja) (n. 1884, Mborje⁠(d), regiunea Korçë, Albania – d. 1945, București, România) a fost un politician, om de afaceri și filantrop albanez. El a fost unul dintre semnatarii Declarației de Independență a Albaniei în calitate de reprezentant al comunității albaneze din România.

## Biografie
Dhimitër Emanoil s-a născut în satul Mborje din actualul district Korçë (care făcea parte atunci din vilaietul Manastir al Imperiului Otoman) în 1884 într-o familie de religie creștin-ortodoxă. Primele studii le-a urmat în orașul Korçë. A emigrat în România în anul 1900, la vârsta de șaisprezece ani, împreună cu tatăl său, Viskë, și cu frații săi și s-a stabilit la București. Casa lor din Mborje a fost donată pentru a adăposti școala albaneză din sat. Dhimitër și-a continuat studiile la București și și-a ajutat inițial tatăl la administrarea unui mic restaurant din capitala României. Colonia albaneză din București era atunci deosebit de activă, iar societățile albaneze „Drita”, „Dituria”, „Shpresa”, „Bashkimi” și altele publicau ziare și reviste în limba albaneză în care încercau să stimuleze patriotismul coloniștilor albanezi. Casa familiei Emanoil a fost locul unde și-a desfășurat activitățile patriotice Temistokli Gërmenji, în timp ce restaurantul condus de tatăl său era frecventat de numeroși patrioți albanezi. Prin intermediul lor, Dhimitër Emanoil a luat contact cu ideile naționale.
După înființarea în 1907 a „Comitetului albanezilor pentru eliberarea Albaniei” (Komitet i shqipëtarëve për lirin e Shqipërisë), condus de Pandeli Evangjeli, Emanoil s-a implicat în distribuirea programului acestei organizații secrete în cadrul societăților patriotice albaneze din București, iar un an mai târziu, în 1908, s-a alăturat societății patriotice „Dituria”. A devenit apoi proprietarul clubului „Carpați” și liderul comunității albaneze din capitala României.
Dhimitër Mborja a participat la 5 noiembrie 1912 la întâlnirea organizată de Ismail Qemali și Luigj Gurakuqi⁠(d) cu reprezentanții societăților patriotice albaneze din București. A fost ales delegat al coloniei albaneze din București la Adunarea Națională de la Vlorë și, împreună cu ceilalți delegați, l-a însoțit pe Ismail Qemali pe drumul spre Albania. Mborja a semnat acolo Declarația de Independență a Albaniei (28 noiembrie 1912) cu numele „Dh Emmanuel”. După constituirea Guvernului Provizoriu, Mborja a predat ministrului de finanțe Luigj Gurakuqi suma de 1.000 de franci de aur, colectată ca ajutor de la albanezii din București, pentru a contribui la relansarea economiei noului stat independent.
În decembrie 1912 a călătorit, împreună cu Dhimitër Zografi, la Brindisi și apoi a sosit la Korçë. În primăvara anului 1913 a fost delegat al coloniei albaneze din București la Congresul Albanez de la Trieste. În 1914 s-a întors la Korçë împreună cu fratele nostru mai mic, Nuç Emanoil, la cererea lui Themistokli Gërmenji. Fratele său, Pandeli, a fost în acea perioadă adjutant al lui Ismail Qemali, în timp ce fratele său mai mic, Nuç, a luptat în Primul Război Mondial sub comanda lui Themistokli Gërmenji. În 1915 a fost ales consilier al organizației Comunitatea creștin-ortodoxă albaneză din București, care administra, printre altele, o școală de limbă albaneză în oraș. Potrivit presei vremii, Mborja a lucrat timp de câțiva ani ca profesor în școlile din orașul Korçë și a participat la Congresul Educațional de la Lushnja (august 1920). În jurul anului 1920 el și-a donat conacul din Korçë pentru a găzdui Liceul Național Albanez.
Susținător al mișcării democratice a lui Fan Noli, a participat la Revoluția din iunie 1924, care a răsturnat regimul lui Ahmet Zogu. După întoarcerea lui Zogu, a plecat în exil în România și nu s-a mai întors în Albania. A continuat să urmărească cu interes viața politică din țara sa natală, dar nu a manifestat nicio simpatie față de regimul comunist instaurat în urma celui de-al Doilea Război Mondial. Mborja a murit în 1945 la București.

## Recunoașterea meritelor sale
La 27 noiembrie 1992, cu prilejul aniversării a 80 de ani de independență, i s-a acordat post-mortem Ordinul „Pentru activități patriotice” cl. I (în albaneză Medalje Për Veprimtari Patriotike), cu motivația: „Distins patriot al mișcării naționale, care a adus o mare contribuție la întărirea statului independent albanez”; distincția a fost primită de descendenții săi din Korçë. Cu ocazia aniversării a 100 de ani de independență, președintele Albaniei i-a decorat post-mortem cu Ordinul „Onoarea națiunii” pe toți semnatarii Declarației de Independență, prin decretul nr. 7574 din 26 iunie 2012.

## Vezi și
Alți delegați ai comunității albaneze din România:
- Dhimitër Zografi
- Dhimitër Ilo
- Dhimitër Beratti
- Spiridon Ilo